# NGC 3741
NGC 3741 är en oregelbunden galax i stjärnbilden Stora björnen. Den upptäcktes den 19 mars 1828 av John Herschel. På ett avstånd från solsystemet av cirka 10 miljoner ljusår (3,2 Mparsec) ligger den i M94-gruppen. Den är relativt ostörd av andra galaxer.
NGC 3741 är en ovanlig galax i flera avseenden. Den har en skiva av neutralt väte (HI) som är extremt bred och sträcker sig cirka 23 000 ljusår (7 kparsec). Skivan är starkt men symmetriskt skev. Med ett massa-till-ljus-förhållande på MT/LB av ca 149 är den mycket rik på mörk materia.
NGC 3741 har en central stav och en svag spiralarm rik på H I. Staven roterar långsamt, troligen på grund av interaktion med den mörka materian. Staven och spiralarmarna skulle kunna göra NGC 3741 till en spiralgalax med låg luminositet. De ovanliga egenskaperna skulle kunna förklaras om NGC 3741 var en sen sammanslagning mellan en lågmassig följeslagare eller om den ackumulerade massa från det intergalaktiska mediet.